# 寧妃 (雍正帝)
寧妃 武氏（ねいひ ぶし、? - 1734年6月25日）は、清の雍正帝の側妃。漢軍鑲黄旗出身。泰州知州の武柱国の娘。
雍正帝の雍親王の時代に輿入れしたと考えられる。雍正12年5月24日（1734年6月25日）没。寧妃に追封され、棺は田村殯宮に安置され、乾隆年間に泰陵の妃園寝に葬られた。

## 登場作品
テレビドラマ
- 『宮廷の諍い女』（2011-2012年、役名：葉瀾依、演：レイザ）